# Pagellus
Pagellus is een geslacht van vissen uit de familie van Sparidae (Zeebrasems), orde baarsachtigen (Perciformes).

## Soortenlijst
- Pagellus acarne (Risso, 1827) – Spaanse zeebrasem
- Pagellus affinis Boulenger, 1888
- Pagellus bellottii Steindachner, 1882
- Pagellus bogaraveo (Brünnich, 1768) – Rode zeebrasem
- Pagellus erythrinus (Linnaeus, 1758) – Gewone zeebrasem
- Pagellus natalensis Steindachner, 1903